# Basilica di San Leucio
La basilica di San Leucio è una chiesa in rovina risalente al VI secolo di Canosa di Puglia (provincia di Barletta-Andria-Trani), sorta su un tempio di età ellenistica dedicato a Minerva. L'edificio, inizialmente dedicato ai santi Cosma e Damiano, fu ridedicato a san Leucio in epoca longobarda.

## Storia

### Tempio Ellenistico-Italico
In origine, Canosa fiorisce come centro commerciale e artigianale specializzata nella produzione di ceramiche e lana. Con lo sviluppo delle poleis magno greche subisce influenze di cultura ellenica, sia dal punto di vista morfologico che urbanistico, infatti doveva essere territorio ideale per la fondazione di una polis greca. I primi contatti con Roma sono visibili durante le guerre sannitiche, quando la giovane repubblica romana giunge in Puglia, sconfigge le popolazioni autoctone e il centro canosino è costretto a stringere un Foedus con Roma precisamente nel 318 a.C. . Da questa data in poi subirà un processo di romanizzazione e rimarrà sempre fedele a Roma divenendo Municipium e colonia.
Proprio in questo contesto storico si colloca l’antico tempio sotto San Leucio, databile tra la fine del IV e la prima metà del III sec a.C. Caratterizzato da una pianta etrusco-italica, (esempi di questo tipo li ritroviamo a Roma di proporzioni enormi come il tempio di Giove Capitolino). Il tempio è costituito da alto podio sagomato cui si accedeva mediante scale centrali. Proprio nella facciata ai lati dell’ingresso dovevano essere situati i due enormi telamoni. Costituito esternamente da colonnato ionico, sormontato da un fregio dorico, a metope e triglifi su cui dovevano essere rappresentati i pezzi d’armatura. Internamente invece, la seconda fila di colonne doveva essere costituita da capitelli figurati come la testa femminile che emerge da cespo di acanto e compresa tra volute.

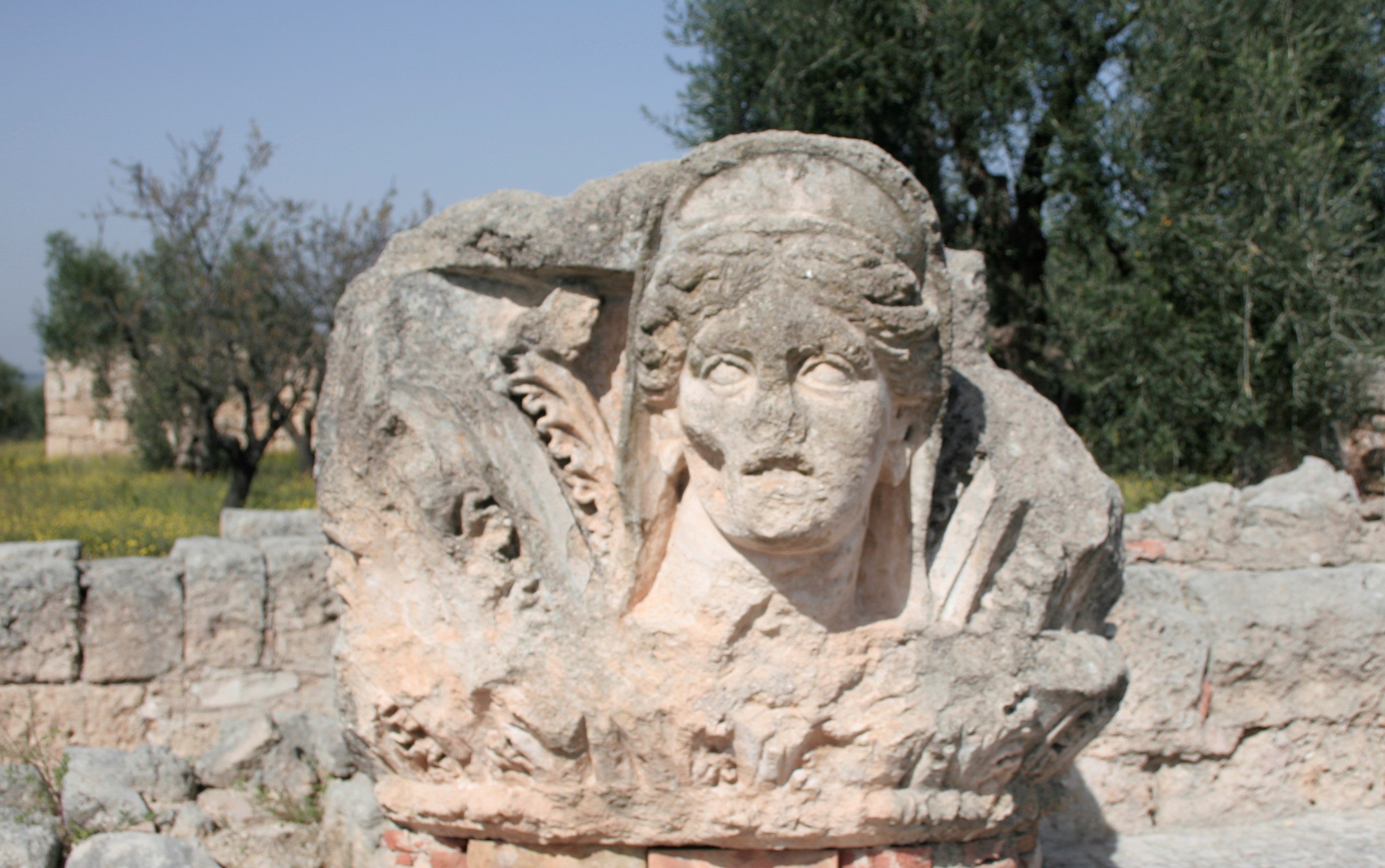
Capitello figurato dall'area della Basilica di San Leucio

### La basilica paleocristiana
Il preesistente edificio pagano, probabilmente abbandonato dal IV secolo, doveva essere ancora in piedi e fu sottoposto a una sistematica opera di riuso dei materiali edilizi in occasione della costruzione della chiesa, che si impiantò sulle fondazioni del tempio. La chiesa, intitolata ai santi Cosma e Damiano fu edificata nel VI secolo ad opera del vescovo Sabino.
La pianta della basilica consiste in un "doppio tetraconco": un grande quadrato esterno, realizzato con muratura continua e dotato di quattro absidi semicircolari al centro di ciascun lato, al cui interno è inserito un secondo quadrato concentrico, costituito da pilastri e con le quattro absidi delineate da un giro di quattro colonne. I due quadrati vengono a delimitare un ambulacro a quattro bracci coperti da volta a botte, comunicante attraverso i passaggi tra i pilastri con lo spazio centrale, coperto in origine da una volta a padiglione; le absidi erano invece coperte da volte a semicupola. Questa disposizione richiama quella della basilica di San Lorenzo maggiore a Milano. I pavimenti erano decorati da mosaici geometrici, ma venne anche riutilizzato in alcuni punti il mosaico a ciottoli che apparteneva alla pavimentazione del tempio ellenistico. L'accesso avveniva, per mezzo di una gradinata, dall'abside orientale, mentre l'abside settentrionale era affiancata da ambienti di servizio.
In seguito probabilmente ad un terremoto, che dovette causare il crollo di parte del muro esterno e della copertura dello spazio centrale, fu ricostruita e restaurata, ancora nello stesso secolo, con l'aggiunta di contrafforti esterni e di nuovi pilastri a rinforzo delle colonne; al centro quattro nuovi pilastri con colonne addossate sorressero la nuova copertura a cupola dello spazio centrale. Nell'abside occidentale venne realizzato un altare con presbiterio e ciborio e i pavimenti vennero decorati da nuovi mosaici.
Nel corso del VII secolo tutta l'area intorno alla chiesa e il braccio sud al suo interno furono occupati da una vasta area sepolcrale.
Nell'VIII secolo la chiesa fu ridedicata a san Leucio, il culto del quale si era diffuso in questa zona dopo la traslazione delle sue ossa da Brindisi a Trani.

## Descrizione

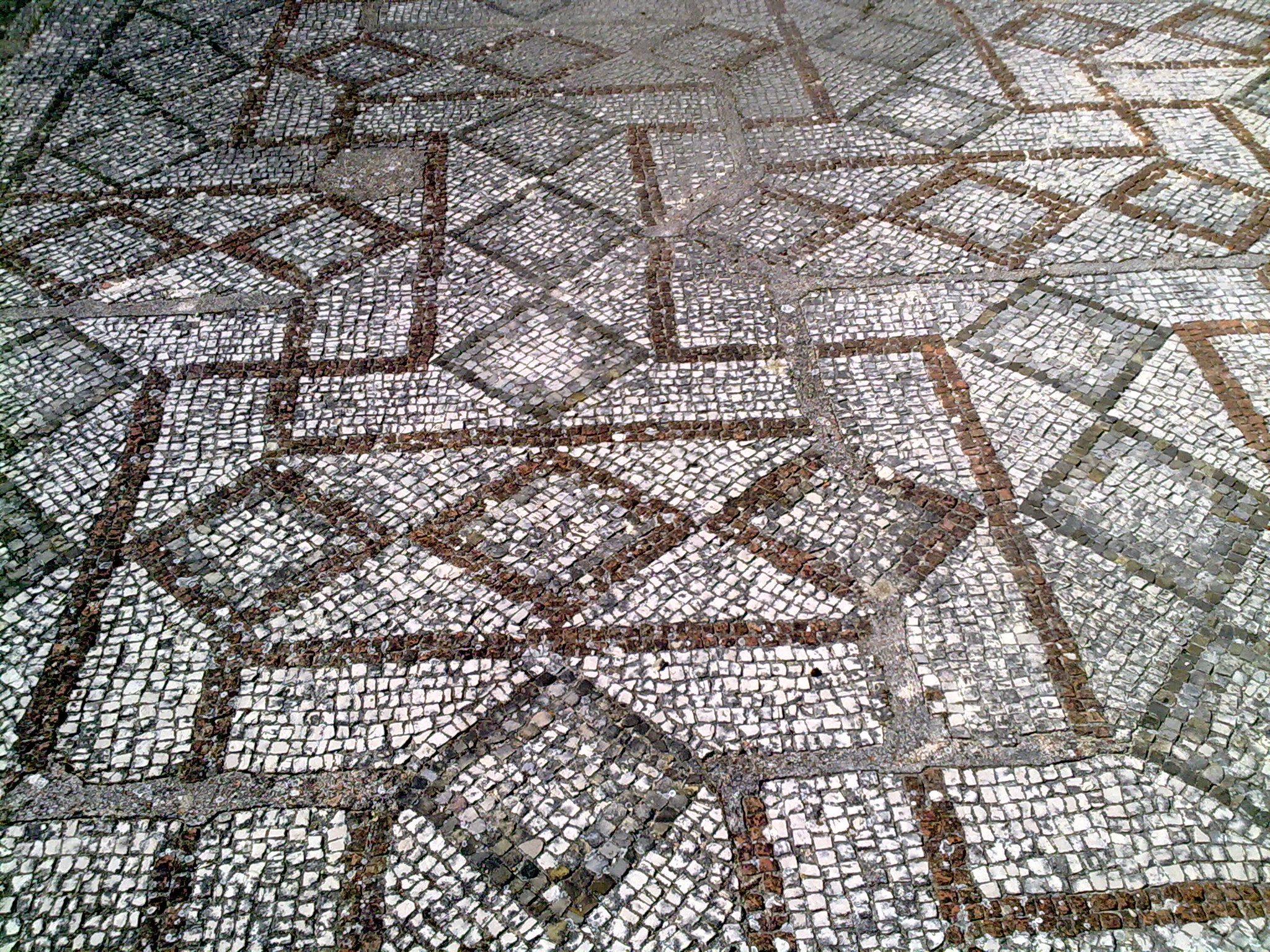
Mosaico a croce sul pavimento della Basilica

### Mosaici
Accedendo alla basilica tramite la gradinata aperta al centro dell'abside esterna orientale, si trova un mosaico a pelte sovrapposte in tessere nere; il tratto antistante dell'ambulacro presenta un motivo a cerchi incatenati che generano figure triangolari nere che compongono fiori a quattro petali. L'abside interna corrispondente è pavimentata a girali con tessere nere, gialle e rosse. Il resto del pavimento è decorato da due ampi mosaici con motivo a stuoia.
Proseguendo a destra dell'ingresso, il braccio nord dell'ambulacro è pavimentato a ciottoli: probabilmente qui ci si limitò a risarcire la pavimentazione del precedente tempio ellenistico. A sinistra dell'ingresso, il braccio sud dell'ambulacro presenta al centro, tra le absidi, un tappeto con meandro a chiave in cui si inseriscono rombi. Si conserva anche parte di un tappeto decorato con grandi fiori a quattro petali, che formano quadrati dai lati curvilinei, e il mosaico dell'abside esterna, con motivo a treccia.
Il presbiterio con grande altare coperto da un ciborio davanti all'abside occidentale è caratterizzato da mosaici sopraelevati rispetto al pavimento della basilica. Dietro l'altare, i tappeti musivi sono costituiti da piccoli rombi, ai lati invece da pelte affrontate, alternativamente verticali e orizzontali. Lo spazio antistante è decorato con tondi accostati di dimensioni diverse e con vari motivi decorativi: nodi di Salomone, girandole, fiori a stella, corone. 
L'abside è decorata da un noto motivo di tematica paradisiaca: due pavoni affrontati ai lati di un fiore posto su un grande cesto di acanto da cui si originano rami giraliformi carichi di fiori e frutta e popolati da uccelli, incorniciati da un motivo a treccia.

### Antiquarium

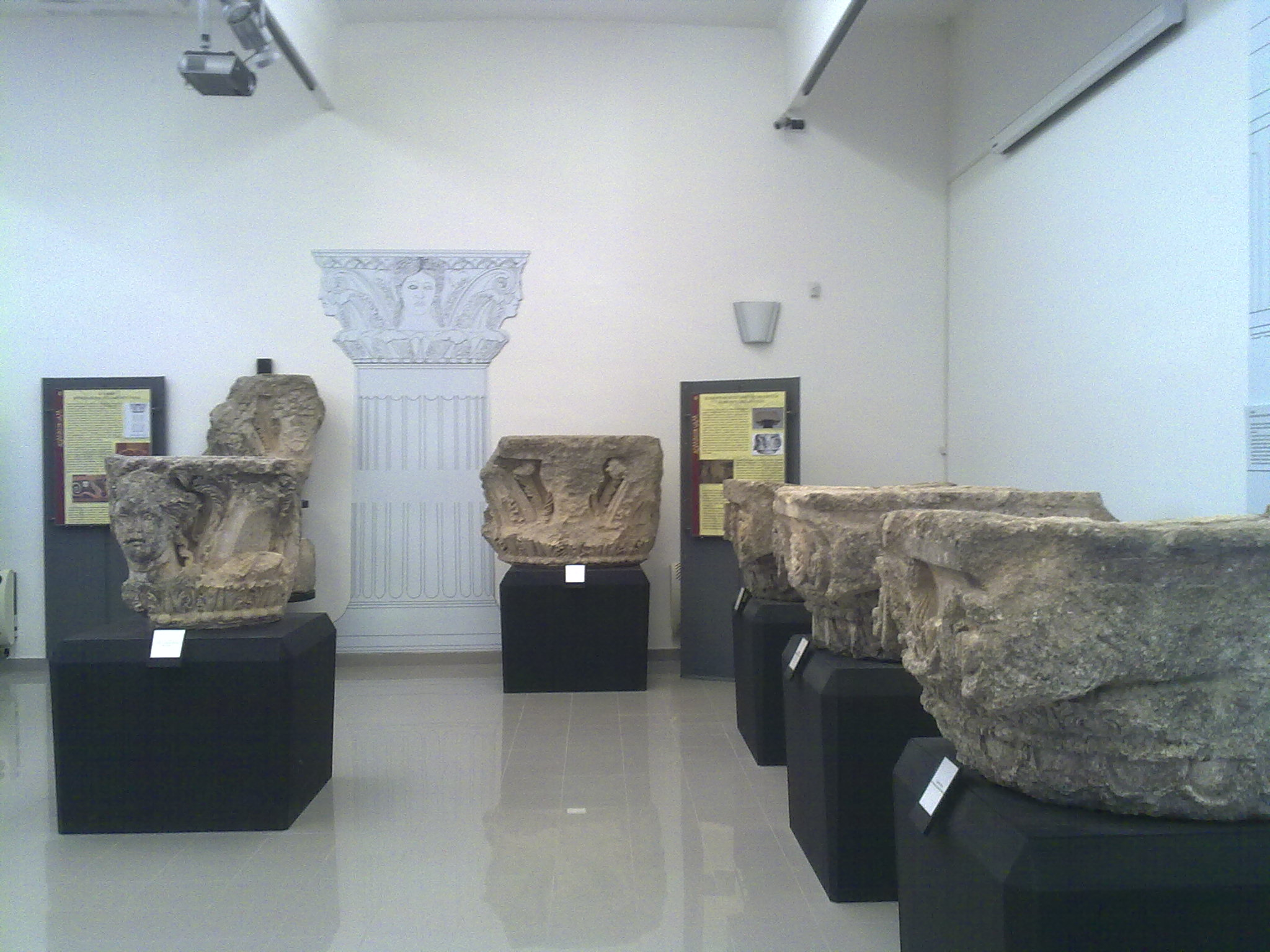
Una sala dell'Antiquarium

Nell'Antiquarium, spazio espositivo aperto nel 2008 ed annesso all'omonimo sito archeologico, la storia di questo monumento viene rivissuta attraverso un percorso di visita articolato per sezioni cronologiche e tematiche, accompagnate da una serie di pannelli esplicativi e da alcune ricostruzioni grafiche e plastiche.
Nella sala I sono esposti i materiali e le strutture architettoniche del tempio di Minerva, reimpiegate in situ nella costruzione della basilica paleocristiana: tra questi semicapitelli corinzi con protomi di divinità, altri di ordine ionico, di grandi dimensioni, e i piedi di un gigantesco telamone.
Nella sala II sono esposti i reperti riportati alla luce durante le diverse campagne di scavo: tra questi il materiale, sia votivo che edilizio e d'uso, rinvenuto in un enorme "scarico" a sud del tempio, testimonianza delle vicende legate al culto di Minerva. Tra i reperti di epoca cristiana vi sono elementi in marmo dell'arredo scultoreo del ciborio e i mattoni bollati con il monogramma del vescovo Sabino.